# 屯溪区
屯溪区是中国安徽省黄山市下辖的一个市辖区。區人民政府駐陽湖鎮。区域总面积为191.04平方公里。

## 历史
东汉建安十三年（208年），吴主孙权在屯溪设犁阳县，属新都郡，为屯溪建制之始。晋改犁阳为黎阳。南朝宋大明八年（464年）撤黎阳县，并入海宁县(今休宁县)。南朝梁承圣二年(553年)复设黎阳县，属新宁郡。南朝陈天嘉三年（562年）撤黎阳县入海宁县。
1949年4月30日中国人民解放军第二野战军十二军三十五师占领屯溪，5月13日成立徽州专区，设屯溪市，专区机关驻屯溪。1953年12月1日，屯溪市改为省辖市，由徽州专署兼管。1956年1月，徽州专区与芜湖专区合并，专区党政机关陆续迁往芜湖。1958年8月20日，屯溪市改为由芜湖专区、休宁县双重领导。1959年2月，休宁县党政领导机关迁到屯溪，市、县合署办公。5月16日，屯溪改由休宁县领导。12月13日，屯溪改市为镇，属休宁县；1961年2月，休宁县各机关迁回海阳镇。1961年4月，恢复徽州专区，仍驻屯溪。1965年1月1日，屯溪镇改由徽州专区直接领导。1975年12月19日，复设屯溪市，隶属徽州地区。1987年11月27日原徽州地区撤销设黄山市，屯溪改为市辖区，为市政府所在地。

## 行政区划
屯溪区下辖4个街道办事处、5个镇：
昱东街道、昱中街道、昱西街道、老街街道、屯光镇、阳湖镇、黎阳镇、新潭镇和奕棋镇。

## 地理
率水与横水在市区交汇为新安江。

## 交通
- 公路：杭瑞高速公路（G56）、京台高速公路（G3）、205国道
- 铁路：皖赣铁路、合福客运专线、杭黄客运专线
- 航空：黄山屯溪机场

## 人口
根據第七次人口普查數據，截至2020年11月1日零時，屯溪區常住人口為291188人。
2010年第六次全国人口普查全区常住人口为217637人，户籍人口为174829人。常住人口中男性占49.87%，女性占50.13%。

## 名人
- 程灵洗（514一568）字元涤，海宁黄墩（今屯溪篁墩）人。梁侯景之乱，灵洗集黟、歙乡勇保卫地方，抗拒景军，梁元帝授其谯州刺史，领新安太守。归陈后，武帝嘉其义，授兰陵太守，封遂安县侯。后以功授都督南豫州刺史、左骑将军。天嘉四年（563年），灵洗率部击败周迪兵寇，迁中护军，都督郢州刺史。
- 程维宗（1332一1413）休宁县率东（今属屯溪）人。19岁赴乡试，不捷而归，发愤投师苦读，但俱未能得中。明朝洪武十八年（1385年），在屯溪八家栈造店房4所，共屋47间，用于屯居商贾之货，即为屯溪老街之雏形。其时交纳税粮冠于一县。平生之志，喜于作为，为寺庙捐资，在草市故居之址建阁奉祖。又在其临溪高远庄不借重费体堰开渠二里，可引流灌田1300余亩，一方之人皆受其利，世人称其碣曰“程碣”。
- 程敏政（1445年一1500）字克勤，明休宁篁墩（今屯溪）人，时人称为程篁墩。程敏政自幼聪明好学，酷爱读书，从小就有“神童”之号。明成化二年 （公元1466年）殿式一甲第二名，授翰林院编修，官至礼部右侍郎。程敏政博览群书，熟悉历朝典籍，多次参加明英宗、宪宗两朝实录编写、校正。程敏政在文学上与李东阳齐名，传世之作有《宋遗民录》、《篁墩文集》、《明文衡》等。程敏政热爱乡土，关心地方修志，他编写的《新安文献志》，对研究徽州历史有一定的参考价值。
- 程大位（1533一1606）字汝思，号宾渠，明休宁率口渠东（今屯溪前园村）人。明末数学家。程大位四十岁后弃商归里，“覃思于率 水之上”，经二十年的苦心钻研，埋头著述，于明万历二十年（公元1592年）写成《算法统宗》十七卷。《算法统宗》后又经其本人删繁就简，藉其要领，写成《算法纂要》四卷（公元1598年），更臻完善，系统简明。
- 范涞（约1560一1610）字原易、号唏阳，屯溪奕棋镇林塘人。在任江西南城知县期间，劝农兴学，善政毕举。万历二十二年，范涞就任浙江按察司副使，提典刑狱。他到西湖瞻仰抗金民族英雄岳飞墓地，见前都指挥李隆所铸的卖国求荣，迫害忠良的秦桧、王氏和万俟禹三个铜像，被瞻仰岳墓的游人愤情击碎。范涞深赞人民之举，决定用坚硬的生铁重铸这些跪橡。
- 戴震（1723年一1777）字东原，一字慎修，安徽休宁隆阜（今屯溪）人，清代思想家、音韵训诂学家。戴震少时读书好深湛之思，每一字必求其义，塾师授以说文，三年尽得其节目。十六岁即研究注疏。戴震学问渊博，识断精审，学说成就突出。
- 胡天注（1742一1808）原名胡正，字柱臣，号在丰，绩溪县上庄人。胡开文墨业创始者，与曹素功、汪近圣、汪节庵合称清代四大墨家。胡天注出身商贾之家，少年从业于休宁城汪启茂墨店，娶汪启茂之女为妻。其子胡余德所制之“地球墨”1915年曾获巴拿马博览会金奖。胡天注贾而好儒，捐资得从九品，赐奉直大夫。

## 风景名胜
- 全国重点文物保护单位：程氏三宅、程大位故居、屯溪镇海桥3处
- 安徽省文物保护单位：程氏宗祠、花山石窟群、南溪南村牌坊、中共皖南特委机关旧址、同德仁药店、震修楼6处
- 黄山市文物保护单位 17处
- 屯溪区文物保护单位 17处
- 中国历史文化名街：屯溪老街

- 屯溪老街
- 屯溪老街